# Trinitrate de triméthyloléthane
Le trinitrate de triméthyloléthane (TMETN), ou trinitrate de métriol, est un composé chimique de formule CH3C(CH2ONO2)3. C'est un explosif semblable à la nitroglycérine HC(CH2ONO2)3, mais thermiquement plus stable. Il se présente sous la forme d'un liquide huileux inodore et incolore à brun clair. Il est utilisé comme plastifiant dans certains monergols solides et poudres sans fumée.
Il a été préparé et breveté initialement en Italie sous le nom de metriolo. Il a été produit en Allemagne avant la Seconde Guerre mondiale lorsqu'il a été établi qu'il permettait de stabiliser la combustion des poudres sans fumée. On le produit par nitration du triméthyloléthane CH3C(CH2OH)3.
L'explosion du trinitrate de triméthyloléthane peut être déclenchée par friction, par choc et par décharge électrostatique. Il est miscible dans l'éther diéthylique CH3CH2OCH2CH3 et l'acétone CH3OCH3, mais insoluble dans l'acide sulfurique H2SO4 à 95 %. Il peut être utilisé comme plastifiant avec le dinitrate de triéthylène glycol O2NOCH2CH2OCH2CH2OCH2CH2ONO2 ou en remplacement de ce dernier, mais est rarement utilisé comme plastifiant-liant rapide avec la nitrocellulose.